# 孟建柱
孟建柱（もう けんちゅう）は中華人民共和国の政治家。中国共産党中央政治局委員、中国共産党中央政法委員会書記を務めた。
過去に、中華人民共和国国務委員、公安部部長兼党組織書記、武装警察第一政治委員、中央社会治安綜合治理委員会副主任。総警監（警察最高位）。

## 学歴
- 上海機械学院工業企業系統工程専攻（工学修士）

## 略歴
- 1968年 - 上海前衛農場運輸駅団支部書記、船隊副隊長、副指導員
- 1971年6月 - 中国共産党に入党
- 1973年 - 上海前衛農場運輸連党支部書記
- 1976年 - 上海前衛農場党委副書記、農場長
- 1990年 - 嘉定県委書記
- 1991年7月 - 上海市委農村工作委員会書記
- 1992年2月 - 上海市人民政府副秘書長
- 1993年2月 - 上海市副市長・経済システム改革委員会主任
- 1996年11月 - 中共上海市委副書記
- 2001年4月 - 2007年10月 - 中共江西省委書記、省人大常委会主任
- 2007年10月 - 公安部部長
- 2008年3月17日 - 全人代で政法担当の国務委員に選出。周永康に次ぐ、政法部門ナンバー2となった。中央国家反テロリズム協調小組組長を務め、全国の反テロリズム工作の責任者でもあった
- 2012年11月 - 周永康に代わり中央政法委員会書記。
- 2012年12月- 公安部部長を退任

2017年10月の第19回党大会において党中央委員から外れ、引退が決まった。
第15期中央候補委員、第16・17期中央委員、第18期中央政治局委員。

## 人物
- 孟建柱は、農民家庭出身の貧困家庭だったため大学進学が出来ずに、1987年から1991年の間に上海機械学院の夜学に通学した。
- 江西省へは、2001年3月に当時の省委書記、省長が省内で発生した爆発事故の責任を取り辞任したため、急遽派遣された。
- 2017年9月に「全国社会治安維持総合大会」で、治安維持へのAIの本格的活用を国家規模では世界で初めて表明した[2]。